# Distretto di Ih-Uul (Uvs)
Il distretto di Ih-Uul è uno dei ventiquattro distretti (sum) in cui è suddivisa la provincia del Zavhan, in Mongolia. Conta una popolazione di 6.271 abitanti (censimento 2005). 